# Чорні метелики (фільм, 2011)
«Чорні метелики» — американський драматичний кінофільм режисера Паула ван дер Уста, що вийшов на екрани в 2011 році.

## Зміст
Інґрід пише вірші, любить увагу чоловіків і потерпає від тиранії свого надто владного батька. Одного разу в її житті з'являється Джек, який рятує їй життя. Він здається тим єдиним посланцем долі, та чи зможе героїня відмовитися від своїх звичок заради того, щоб зберегти справжнє почуття і вирватися з лабіринту своїх пристрастей і безцільно прожитих днів?

## Ролі
| Актор            | Роль |
| ---------------- | ---- |
| Каріс ван Гаутен | -    |
| Рутгер Гауер     | -    |
| Ліам Каннінгем   | -    |
| Грехем Кларк     | -    |
| Ніколас Полінг   | -    |
| Кендіс Д'Арсі    | -    |
| Ceridwen Morris  | -    |
| Грант Суенбі     | -    |
| Вальдемар Шульц  | -    |
| Террін Пейдж     | -    |

## Знімальна група
- Режисер — Паула ван дер Уст
- Сценарист — Грег Леттер
- Продюсер — Майк Оре, Ріхард Клаус, Франс ван Гестель
- Композитор — Філіп Міллер